# Checkpoint Bravo

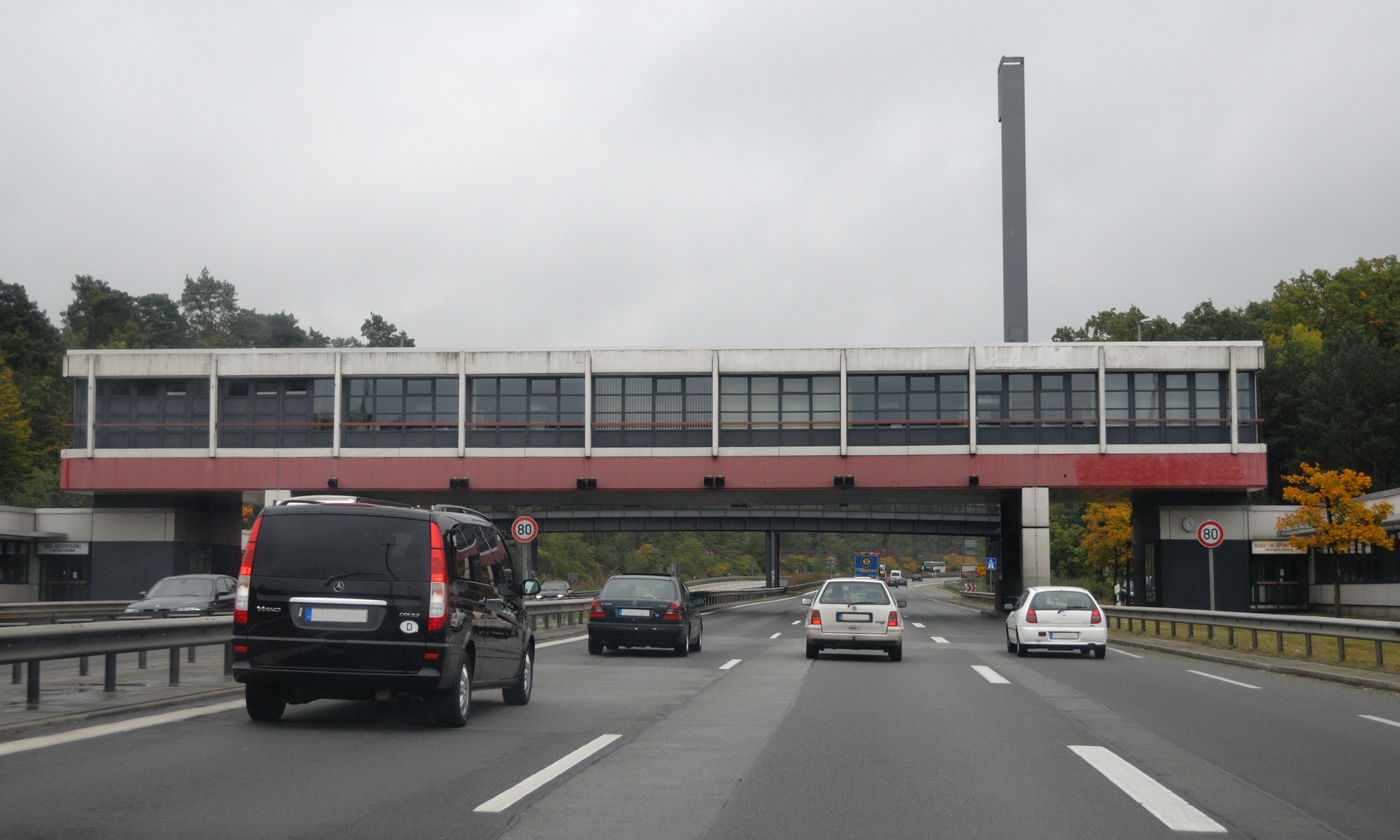
Vista de norte da A115 para a casa-ponte do posto de controlo do Checkpoint Bravo

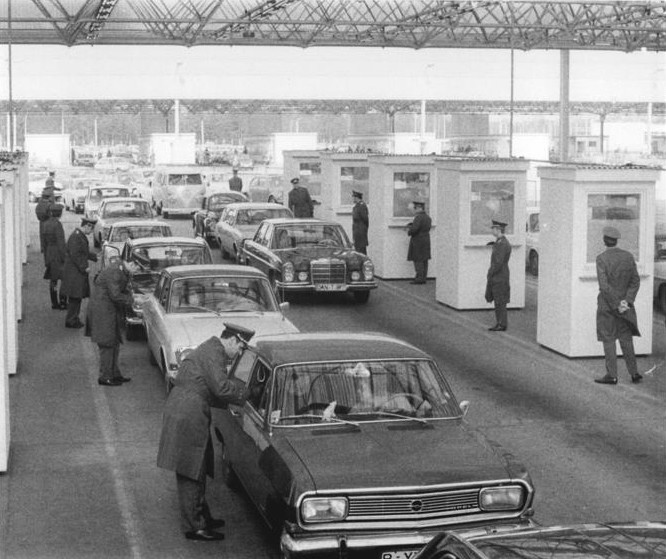
O Checkpoint Bravo em 1972

Checkpoint Bravo era a parte americana do posto de controlo em Dreilinden-Drewitz, que ficava entre a cidade de Berlim e a Alemanha Oriental sobre o AVUS (hoje parte da Bundesautobahn 115).
Esta posto controlava o trânsito da estrada que ligava Berlim Ocidental à Alemanha Ocidental, na fronteira entre a Alemanha Oriental e Berlim Ocidental. Era assim chamado porque na opinião dos Aliados ocidentais não era uma fronteira legítima consagrada pelo direito internacional, pelo que não era designada "fronteira", mas sim "ponto de controlo".